# Йоганнес Теодор Горн
Йоганнес Теодор Горн (нім. Johannes Theodor Horn; нар. 24 серпня 1882, Орсой — пом. 11 грудня 1967, Бад-Бентгайм) — німецький богослов-реформатор і протягом довгого часу президент колишньої Євангельсько-Реформатської церкви провінції Ганновер, яка в 1949 році була перейменована в Євангельську-реформатську церкву північного заходу Німеччини.

## Життєпис
Після свого посвячення в 1909 році, Горн працював тюремним капеланом у Вітліху, а з березня 1913 року пастором в Нордгорні. Після початку війни в 1914 році Горн, як справжній патріот, іде до війська добровольцем. Під час служби військовим капеланом він знайомиться з сином імператора — принцом Оскаром, з яким збереже дружні стосунки до кінця життя.
З 1928 року займає пост в церковному соборі Німеччини, у 1933 році обраний президентом національної церкви. На цій посаді він повинен був очолити Синод, а також представляти церкву у зовнішніх відносинах. У церковній боротьбі він дотримувався нейтральної позиції до суперінтенданта Уолтера Холлвега і виступав за співпрацю з церковними комітетами. Горн виступав проти підтримки християнами націонал-соціалістів, але старався уникати конфліктів з режимом. Один із трьох його колег по Синоду був членом НСДАП з 1933 року. Через свою готовність до компромісу Горн був ізольованим серед духівництва реформаторської церкви. Його колеги неодноразово намагалися спровокувати конфлікт, але Горн уникав їх, боячись розколу всередині церкви.
У 1946 році він пішов у відставку.